# Clifford M. Walker
Clifford Mitchell Walker (Monroe, 4 luglio 1877 – Monroe, 9 novembre 1954) è stato un politico statunitense.

## Biografia
Figlio del ricco magnate Billington S. Walker, studiò all'università della Georgia e divenne avvocato. Impegnato nella vita pubblica fin da giovane, tra il 1902 e il 1904 esordì in politica come sindaco di Monroe, mentre tra il 1915 e il 1920 fu il procuratore generale georgiano.
All'inizio degli anni 1920 il riformato Ku Klux Klan era divenuto molto prominente nella politica georgiana, e il governatore Thomas W. Hardwick, dopo averlo inizialmente appoggiato, si era infine orientato verso posizioni più progressiste. L'opinione pubblica si schierò allora contro di lui, e Walker vide la sua occasione per ottenere il potere: alle elezioni del 1923 si schierò a favore del Klan, sconfiggendo sonoramente Hardwick e divenendo nuovo governatore della Georgia grazie ad una campagna elettorale fortemente demagogica.
Durante la sua amministrazione Walker coinvolse attivamente i suprematisti bianchi, spesso consultandosi con i vertici locali del Ku Klux Klan, confermandone l'importanza e permettendone il radicamento in Georgia. Il governatore stesso entrò in fine a far parte del Ku Klux Klan, anche se ciò venne alla luce solo in seguito ad un'inchiesta giornalistica. Durante il suo mandato comunque, nonostante le premesse, non ci furono grandi sconvolgimenti della situazione statale, e non vennero raggiunti gli eccessi inizialmente temuti dai suoi oppositori.
Dopo la fine del suo mandato nel 1927 tornò a fare l'avvocato. Morì nel 1954.